# Яруллин, Мирсаид Загидуллович
Яру́ллин Мирсаи́д Загиду́ллович (тат. Яруллин Мирсәид Заһидулла улы; 12 июля 1938 — 6 апреля 2009) — композитор, педагог. Заслуженный деятель искусств ТАССР. Заслуженный деятель искусств Каракалпакской АССР. Заслуженный деятель искусств РСФСР. Народный артист Республики Татарстан. Лауреат премии комсомола Татарии имени Мусы Джалиля.

## Биография
Мирсаид Загидуллович Яруллин родился 12 июля 1938 года в деревне Малая Сунь Мамадышского района Татарской АССР в семье известного музыканта Загидуллы Яруллина.
Брат М. Яруллина также известный татарский композитор Ф. Яруллин.
В 1963 году окончил Казанскую государственную консерваторию (класс композиции А. С. Лемана).
В 1967 году — аспирантуру Казанской государственной консерватории.
С 1967—2009 гг. работал на кафедрах теории музыки и композиции. Вел полифонию, аранжировку.
С 1977—1989 гг. возглавлял Союз композиторов Татарстана.
С 1989 года он избирался председателем регионального объединения Союзов композиторов республик Поволжья и Урала.
В 1999—2009 гг. декан факультета татарского музыкального искусства Казанской государственной консерватории им. Н. Жиганова.

## Творчество
Первым наставником и учителем Мирсаида Яруллина, был его отец, известный музыкант Загидулла Яруллин.
Ещё в годы учёбы в Казанской консерватории композитор создал яркий, новаторский по стилю «Концерт для скрипки с оркестром» (1962 г.), который впоследствии исполнялся на концертных площадках страны и мира. М. Яруллин автор первой татарской оратории «Кеше» («Человек»), на слова известного татарского поэта и драматурга Рената Хариса.
М. Яруллин также известен и как композитор-песенник.
Более сорока лет Мирсаид Загидуллович посвятил Казанской консерватории, преподавал полифонию и аранжировку. С 1995 года до последних дней своей жизни являлся деканом факультета татарского музыкального искусства.
Мирсаид Яруллин умер 6 апреля 2009 года в Казани.

## Основные сочинения
Концерт для скрипки с оркестром
Детская сюита для симфонического оркестра
Вокально-симфоническая поэма «Сандугач һәм чишмә» («Соловей и родник») для солиста, чтеца, хора и оркестра
Оратория «Кеше» («Человек»)
Камерно-инструментальный произведения
Более 60 песен, среди наиболее популярных:
- «Серле чәчәк» (сл. И. Юзеева)
- «Татарстаным минем» (сл. Р. Хариса).
- «Син керәсең йөрәгемә» (сл. А. Ерикея)
- «Яшьлек» (сл. К. Латыпа)
- «Казан утлары» (сл. А. Адылова)

Обработки татарских народных песен.

## Звания и награды
- Заслуженный деятель искусств ТАССР
- Заслуженный деятель искусств Каракалпакской АССР
- Заслуженный деятель искусств РСФСР (1985)
- Народный артист Республики Татарстан
- Лауреат премии Республики Татарстан имени М. Джалиля